# Жанадалинский район
Жанадали́нский райо́н (каз. Жаңадала ауданы) — административно-территориальная единица Целиноградской, Тургайской областей, существовавшая в 1966—1997 годах.
Административный центр — село Тасты-Талды.

## История
Район образован в составе Целиноградской области Указом Президиума Верховного Совета Казахской ССР от 28 мая 1966 года с административным центром в селе Тасты-Талды.
Указом Президиума Верховного Совета Казахской ССР от 23 ноября 1970 года — район вошёл в состав новообразованной Тургайской области. 
Указом Президиума Верховного Совета Казахской ССР от 2 июня 1988 — Тургайская область упразднена. Район вновь вошёл в состав Целиноградской области. 
Постановлением Президиума Верховного Совета Казахской ССР от 17 августа 1990 года «O восстановлении Тургайской области в составе Казахской ССР», — вновь в составе Тургайской области.
Указом Президента Республики Казахстан от 22 апреля 1997 года № 3466 «О мерах по оптимизации административно-территориального устройства Республики Казахстан», — Тургайская область упразднена. Район включен в состав Акмолинской области. 
Указом Президента Республики Казахстан от 23 июля 1997 года № 3604 «Об упразднении Жанадалинского и Кийминского районов Акмолинской области» — район упразднён.
Постановлением Правительства Республики Казахстан от 24 июля 1997 года № 1172 «О мерах по реализации Указа Президента Республики Казахстан "Об упразднении Жанадалинского и Кийминского районов Акмолинской области» — территория Жанадалинского района была включена в состав Державинского района.
Согласно Всесоюзной переписи населения 1989 года по Казахской ССР, район включал 11 сельсоветов: Баранкольский, Гагаринский, Им. XXI съезда Партии, Жанадалинский, Комсомольский, Кумсуатский, Нахимовский, Тастыталдинский, Фурмановский, Чапаевский, Шойындынский.

## Население
| Численность населения | Численность населения | Численность населения |
| 1970                  | 1979                  | 1989                  |
| --------------------- | --------------------- | --------------------- |
| 9540                  | ↗12 526               | ↗13 058               |